# Periclimenes hirsutus
Periclimenes hirsutus är en kräftdjursart som beskrevs av Bruce 1971. Periclimenes hirsutus ingår i släktet Periclimenes och familjen Palaemonidae. Inga underarter finns listade i Catalogue of Life.